# Chibchea malkini
Chibchea malkini is een spinnensoort uit de familie trilspinnen (Pholcidae). De soort komt voor in Bolivia.